# Bâtiment de l'école Stepa Stepanović de Tekeriš
Le bâtiment de l'école Stepa Stepanović de Tekeriš (en serbe cyrillique : Зграда школе Степа Степановић у Текеришу ; en serbe latin : Zgrada škole Stepa Stepanović u Tekerišu) se trouve à Tekeriš, sur le territoire de la ville de Loznica et dans le district de Mačva, en Serbie. Il est inscrit sur la liste des monuments culturels protégés de la république de Serbie (identifiant no SK 2195),.

## Présentation

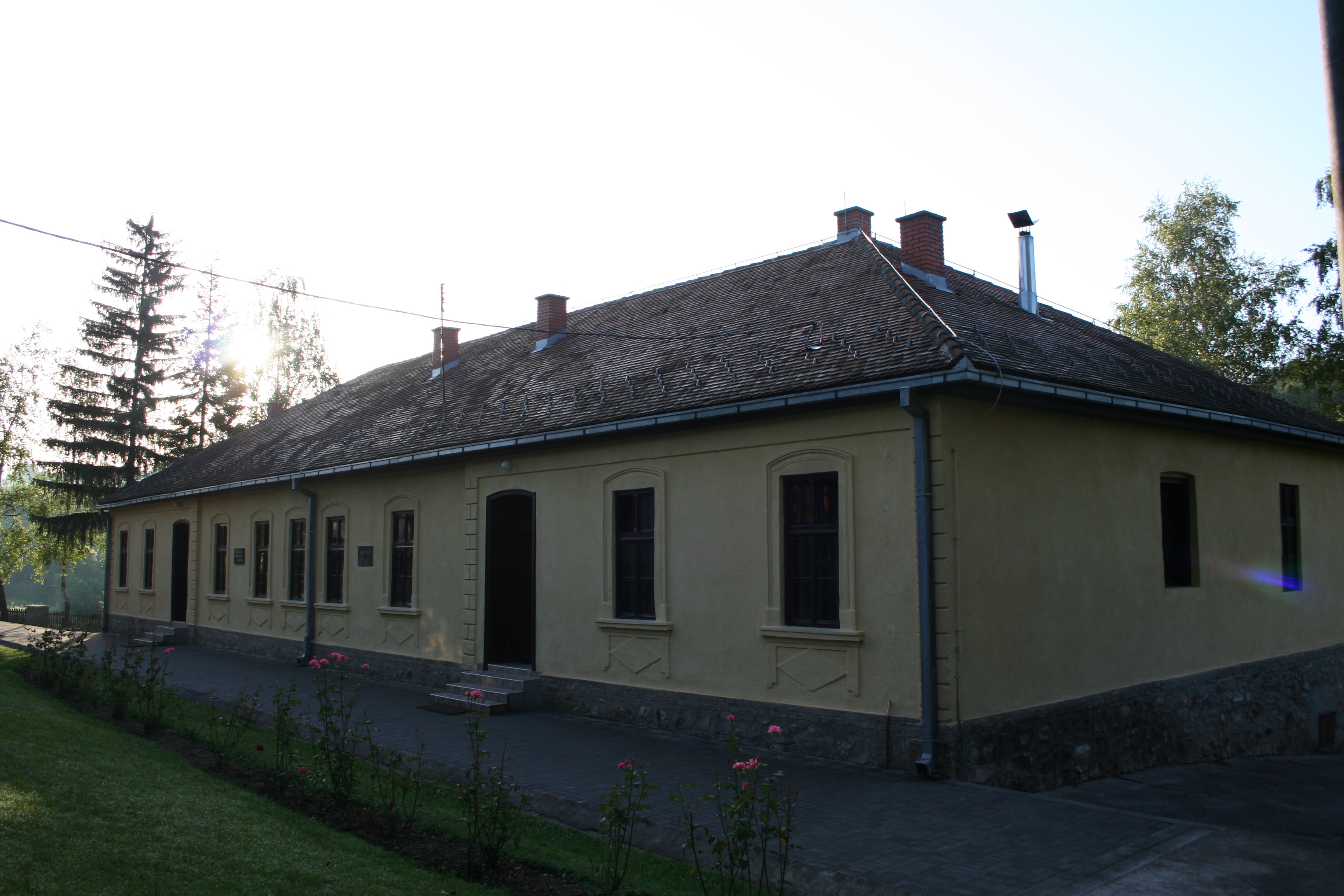
Autre vue du bâtiment.

Le bâtiment est constitué d'un rez-de-chaussée et, partiellement, d'un sous-sol en raison de la configuration du terrain. Un long couloir dessert les salles de classe et la partie abritant les pièces auxiliaires et les bureaux. La façade principale est dotée de deux entrée, ce qui suggère qu'à l'origine une partie de l'édifice était réservée au logement des professeurs. Les fenêtres de cette façade principale sont ornées d'une décoration plastique. Le soubassement du bâtiment est en pierres et les murs sont en briques recouvertes de mortier. Un toit à quatre pans couvre l'ensemble[réf. nécessaire].

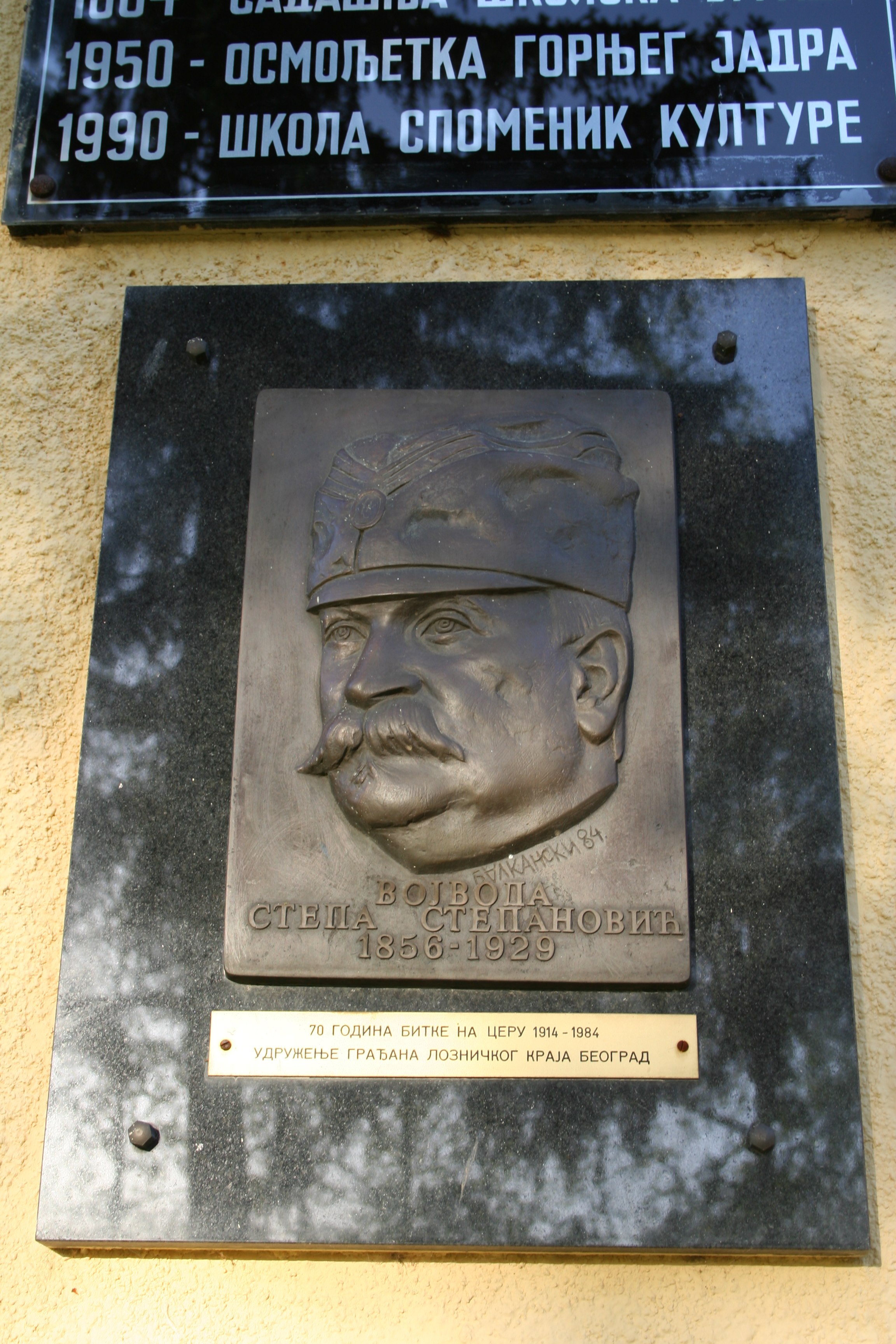
Plaque commémorative de Stepa Stepanović.